# BP 20-19-01
Tàu BP-20-19-01 thuộc biên chế của Hải đội 2, Bộ Chỉ huy Bộ đội Biên phòng Tỉnh Kiên Giang, Bộ đội Biên phòng Việt Nam. Đóng tại Hà Tiên, Kiên Giang. Có nhiệm vụ cứu hộ, cứu nạn trên biển và phối hợp với các lực lượng khác tham gia chữa cháy hoặc xua đuổi tàu nước ngoài xâm phạm vùng biển Việt Nam.

## Thiết kế
Đây là một trong số các tàu tuần tra, cứu hộ cứu nạn được khởi đóng từ năm 2012 tại Hải Phòng. Tàu có chiều dài 30m, rộng 6,7m, cao mạn 3,6m, mớn nước 2m và lượng giãn nước tối đa 160 tấn. Vật liệu thân vỏ tàu làm bằng thép cường độ cao. Tàu có tổng công suất 3.822 CV và được trang bị hệ thống lái điện thủy lực và lái tự động, cùng với các thiết bị hàng hải hiện đại như: máy đo độ sâu, máy đo tốc độ, định vị vệ tinh, máy thu bản đồ thời tiết, hệ thống báo cháy tự động. Tàu còn có hệ thống cứu hỏa, hệ thống chữa cháy bằng khí CO2, buồng cấp cứu nạn nhân.
Tàu BP 20 19-01 hoạt động an toàn trong điều kiện sóng cấp 7-cấp 8. Tốc độ lớn nhất 20 hải lý/giờ, chạy liên tục trong 24 giờ. Thời gian hoạt động tối đa 10 ngày ở vận tốc 9-10 hải lý/giờ, số người được cứu tối đa 25 người. Tàu kéo được tàu cá trọng lượng chiếm nước dưới 3.000 tấn. Tàu cũng được trang bị nhiều loại vũ khí, khí tài hiện đại để sử dụng trong các nhiệm vụ bảo vệ lãnh hải, biên giới quốc gia. Đặc biệt, tàu còn được trang bị súng phun nước để chữa cháy hoặc làm nhiệm vụ xua đuổi tàu nước ngoài xâm phạm vùng biển Việt Nam.